# Gregorio Adorno
Gregorio Adorno (Gènova, m. ca. 1476) va ser un patrici genovès, membre d'una destacada família, que va ocupar diversos càrrecs públics a la República de Gènova.
Fill de Pietro Adorno i Marietta Spinola. Va ser governador de Còrsega del 1446 al 1447, de Quios el 1449, oficial de la moneda el 1456, conseller i síndic de la República de Gènova el 1459 i 1465 i oficial de Catalunya el 1466, membe de l'oficina encarregada dels afers de guerra contra els catalans. Va morir passada aquesta data. Es va casar amb Lanoa Giustiniana, amb qui va tenir un fill. Va morir vers 1476, data que es documenta la seva defunció al testament de la seva mare.